# پنی (سکه ایالات متحده آمریکا)

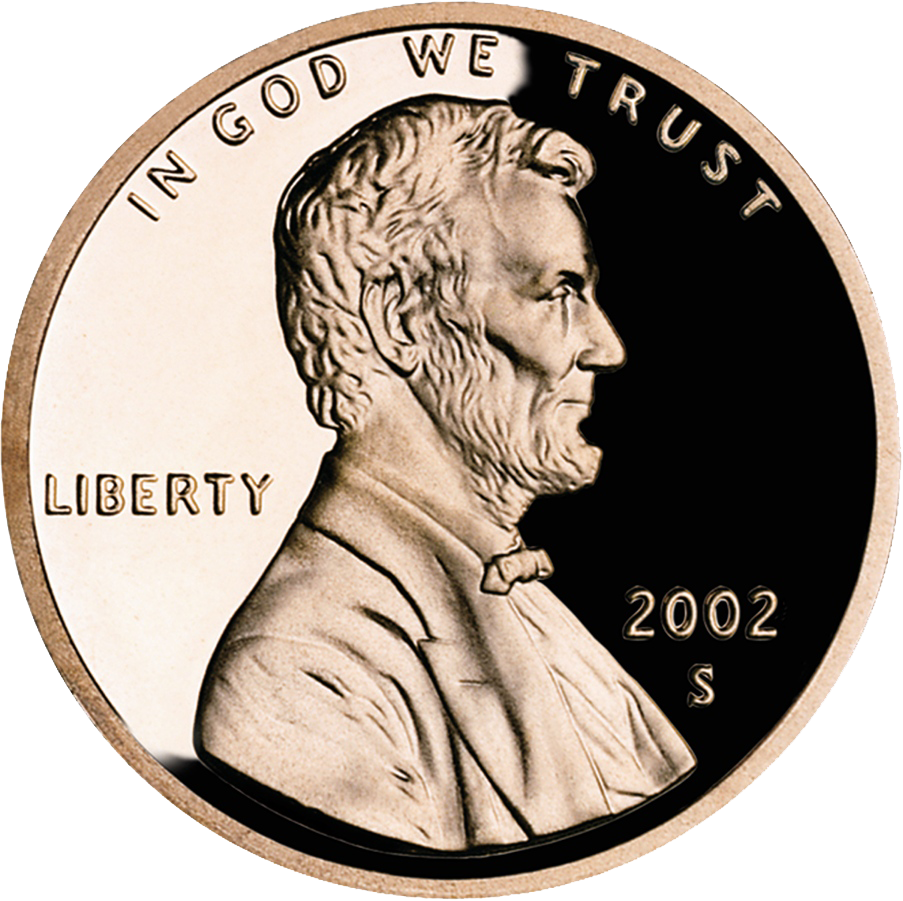
تصویر روی سکه یک سنت آمریکا

پنی (به انگلیسی: Penny) (در فرهنگ عوام) یا سنت (به انگلیسی: cent) (عنوان رسمی) یک واحد از ارز برابر یک صدم یک دلار ایالات متحده است. سنت در آمریکا معمولاً به عنوان یک پنی شناخته شده‌است.
نماد سنت درصد و به شکل ¢ است و در طول تاریخ آمریکا در اندازه و جنس‌های مختلف با تصاویر گوناگون ضرب گردیده‌است ولی از سال ۱۹۰۹ با تصویر آبراهام لینکلن به مناسبت صدمین سالگرد تولد آبراهام لینکلن شانزدهمین رئیس‌جمهور آمریکا ضرب می‌شود.
سنت همچنین اجزای پول کشورهای دیگری مثل کانادا، استرالیا و … می‌باشد که یکای پول آن‌ها دلار است.

## انواع یک سنت

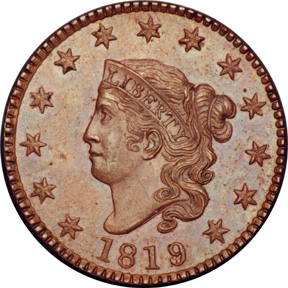
سنت(۱۸۰۸–۱۸۱۴)
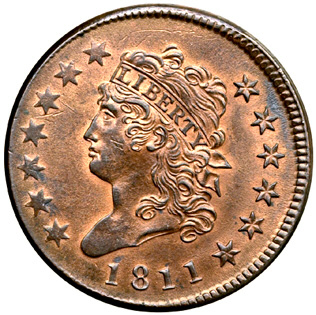
سنت(۱۸۱۶–۱۸۳۹)
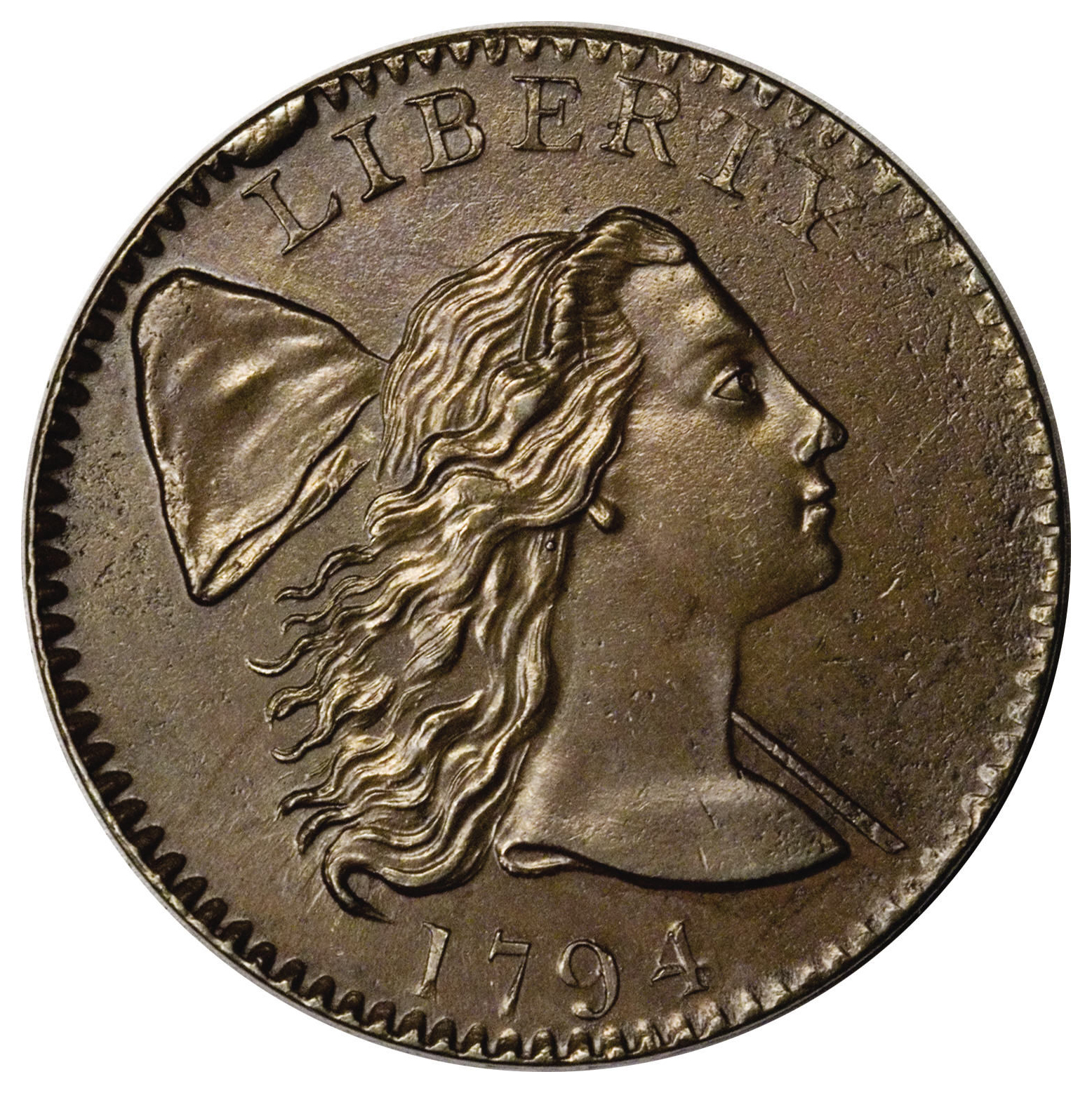
سنت(۱۷۹۳–۱۷۹۶)
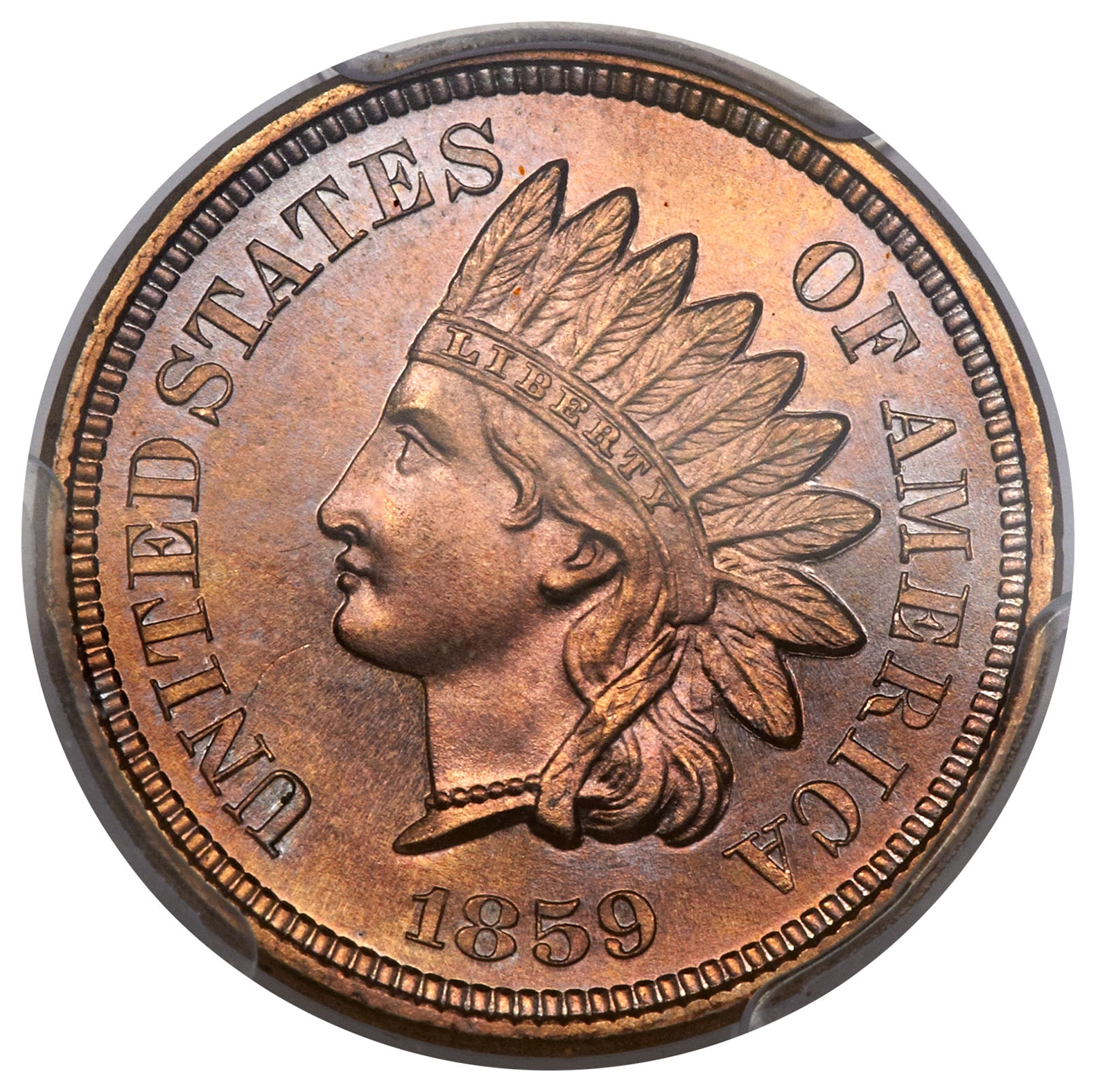
از سال(۱۸۵۹–۱۹۰۹)
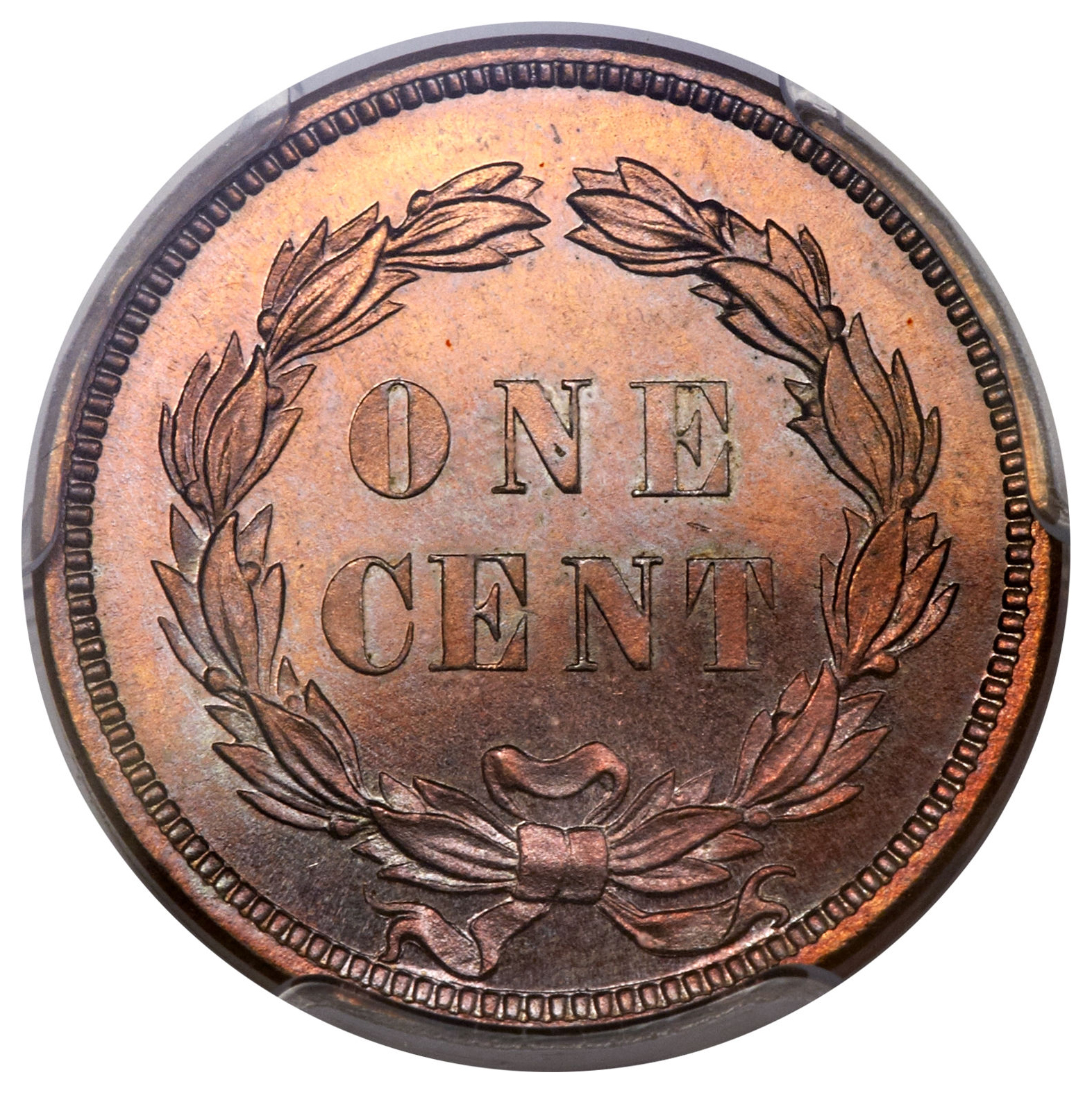
پشت سکه
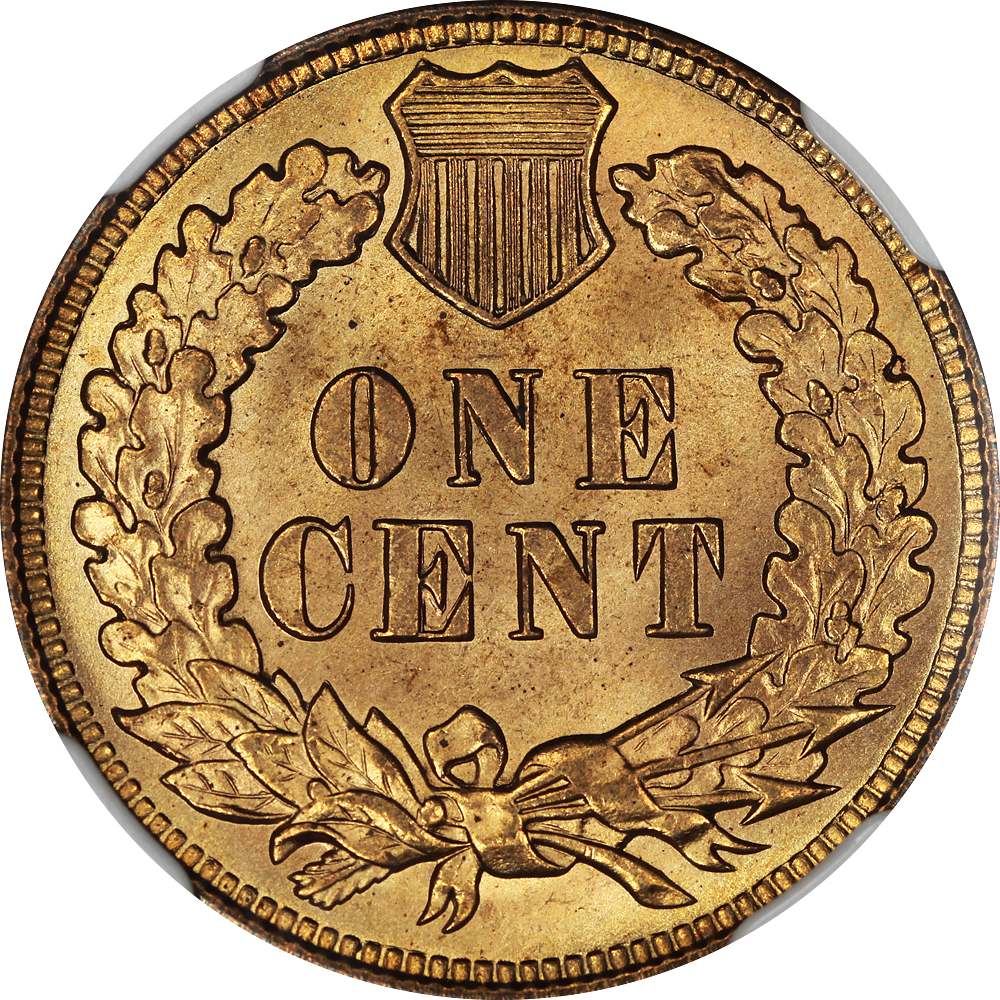
پشت سکه
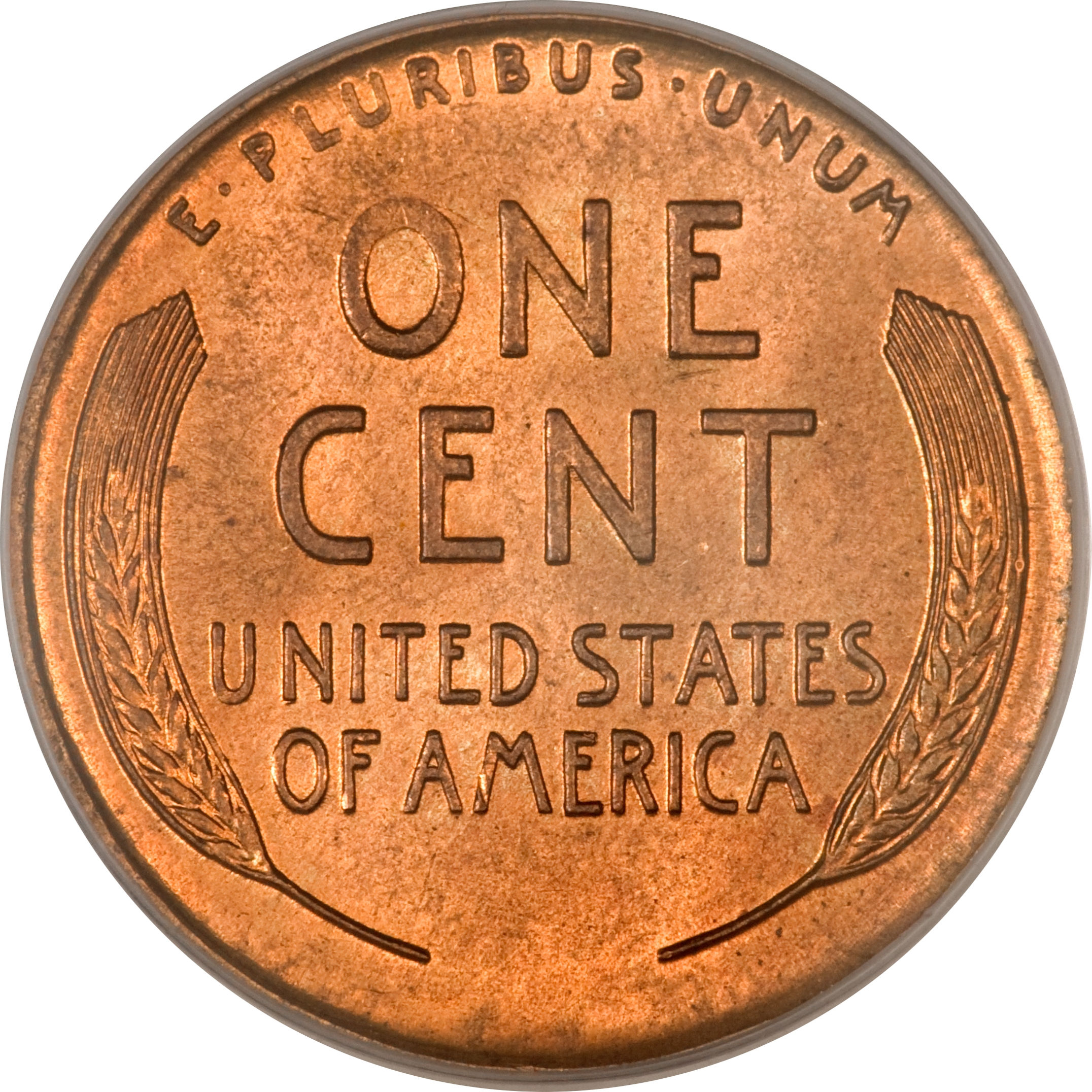
سالهای(۱۹۰۹–۱۹۵۸)
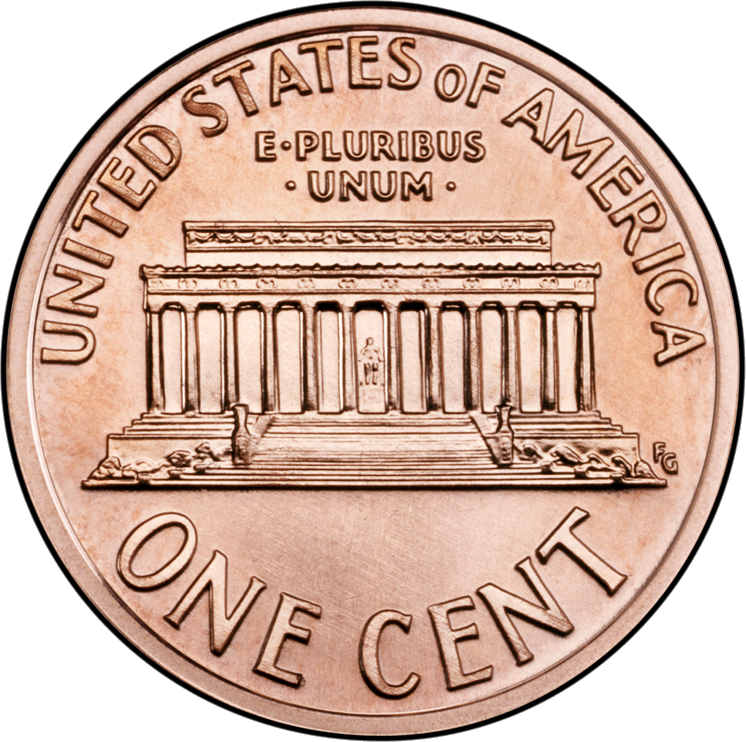
سالهای(۱۹۵۹–۲۰۰۸)
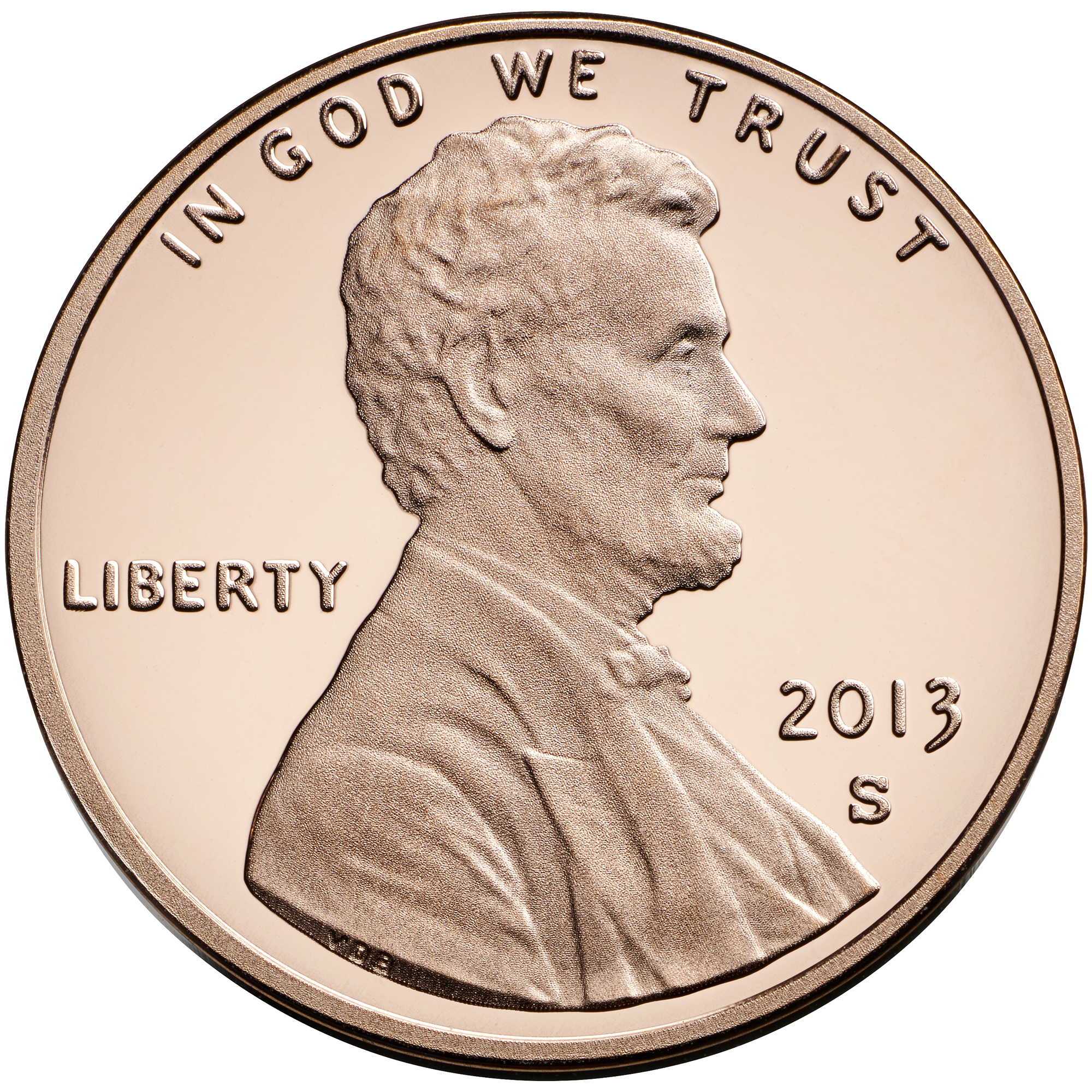
روی سکه یک سنت لینکن

## یک سنت یادبود لینکن
در سال ۲۰۰۹ به مناسبت دویستمین سالگرد تولد لینکن ۴ سکه یک سنت ضرب گردید.

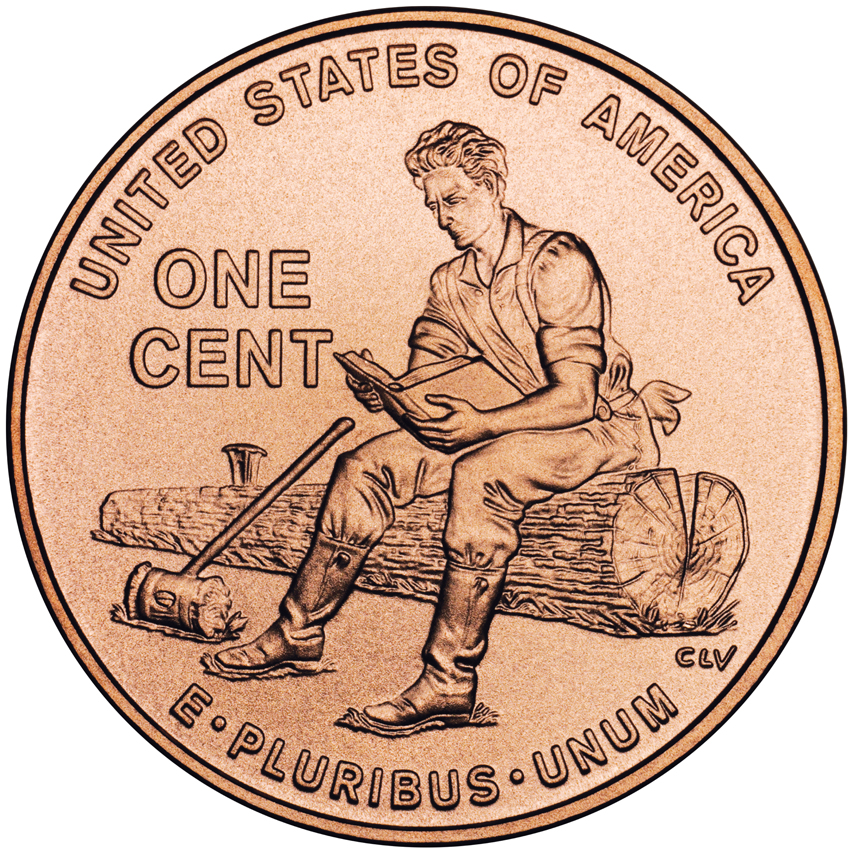
ریاست جمهوری در واشنگتن دی‌سی